# 范琮
范琮（1401年—？），字禎彥，直隸蘇州府吳江縣人，民籍。明朝政治人物。進士出身。

## 生平
應天鄉試第十九名。宣德八年（1433年）癸丑科會試第三十八名，殿試登進士第二甲第十二名。

## 家族
曾祖范文慶。祖父范子誠。父范士能。